# Danny Santoya
Danny Manuel Santoya Otero (Cartagena, 24 de abril de 1988) é um futebolista colombiano que atua como atacante. Atualmente defende o Deportivo Municipal do Peru.
Ele foi um dos carrascos da eliminação do Corinthians na pré-Libertadores de 2011, marcando um dos dois gols da vitória do Tolima por 2 a 0.